# Opistophthalmus harpei
Opistophthalmus harpei ist ein in Namibia vorkommender Skorpion aus der Familie Scorpionidae.

## Beschreibung
Opistophthalmus harpei ist ein mittelgroßer Skorpion von etwa 90 Millimetern Länge. Er hat eine braune Grundfarbe mit rötlicher Zeichnung auf dem Carapax, die weiblichen Tiere sind insgesamt dunkler gefärbt. Die Unterseite des Mesosomas, das Metasoma und das Telson sind gelb. Die Chelae der männlichen Tiere und ihre Beine sind gelb, die Chelae der Weibchen sind rötlich braun und die Beine hellbraun. Die Finger der Chelae sind dunkelbraun. Die Tergite sind am hinteren Rand bei männlichen Skorpionen hellgrau und ansonsten dunkelgrau bis schwarz, bei weiblichen sind die Ränder gelblich braun und der Rest dunkelbraun. Dadurch haben beide Geschlechter eine gestreifte Erscheinung.
Die Chelae zeichnen sich durch eine ausgeprägt runde Form aus, mit einem relativ kurzen unbeweglichen Finger. Im Bereich des Ansatzes des beweglichen Fingers befindet sich nur bei männlichen Skorpionen eine deutliche Einbuchtung. Die Oberseiten der Chelae sind mit rundlichen Granulen bedeckt, die ineinander übergehen und am Rand der Chelae und auf den beweglichen Fingern Kiele formen. Der Carapax ist stark granuliert, das mediane Augenpaar, das bei anderen Arten nach vorne oder hinten verschoben sein kann, befindet sich in dessen Mitte. Das Telson ist oberseitig glatt, die Seiten und die Unterseite sind dicht mit Granulen besetzt. Die Unterseite wird durch schmale, ungranulierte Bänder in drei Bereiche aufgeteilt. Die Kammorgane haben bei männlichen Tieren 22 und bei weiblichen 14 oder 15 Kammzähne. Das Genitaloperkulum männlicher Tiere ist oval und fast doppelt so breit wie lang, das weiblicher Tiere fast pentagonal und deutlich länger als breit. Die weiblichen Tiere wirken insgesamt kräftiger und sind weniger behaart als die männlichen.
Opistophthalmus harpei unterscheidet sich von den sehr ähnlichen Arten Opistophthalmus opinatus und Opistophthalmus coetzeei durch seine stark gerundeten Chelae, die vergleichsweise kurzen unbeweglichen Finger der Chelae und die Morphologie der Hemispermatophoren.

## Verbreitung und Lebensraum
Die Terra typica von Opistophthalmus harpei ist der Nordwesten der Farm Voigtskub, elf Kilometer von Kalkrand entfernt auf dem Weg Richtung Maltahöhe, in der namibischen Region Hardap (24° 9′ 0″ S, 17° 33′ 0″ O). Opistophthalmus harpei scheint ein eher begrenztes Verbreitungsgebiet zu haben, das sich nördlich an jenes von Opistophthalmus opinatus anschließt. Die Art wurde auf fast vegetationslosen und steinigen Ebenen mit kalksteinhaltigem Boden gefunden.

## Lebensweise
Opistophthalmus harpei gehört zu den pelophilen (nach altgriechisch pelos: Schlamm, Ton) Arten der Gattung Opistophthalmus. Sie graben ihre bis zu 15 Zentimeter tiefen Wohnröhren in den Boden.

## Systematik
Opistophthalmus harpei bildet innerhalb der Gattung Opistophthalmus mit Opistophthalmus opinatus und Opistophthalmus coetzeei die opinatus-Gruppe.

### Erstbeschreibung
Die Erstbeschreibung erfolgte 2001 durch den südafrikanischen Zoologen Alexis Harington nach Museumsexemplaren, die 1982 am Typenfundort aufgesammelt worden sind.

### Typmaterial
Der männliche Holotypus befindet sich mit einem weiblichen Paratypus im Muséum national d’histoire naturelle in Paris. Ein männlicher und ein weiblicher Paratypus befinden sich in der Sammlung des Namibischen Nationalmuseums in Windhoek.

### Etymologie
Der Artname harpei wurde zu Ehren des US-amerikanischen Serienmörders Micajah Harpe (ca. 1748–1799) vergeben.